# Cantonul Le Horps
Cantonul Le Horps este un canton din arondismentul Mayenne, departamentul Mayenne, regiunea Pays de la Loire, Franța.

## Comune
| Comune                | Populație (1999) | Cod poștal | Cod INSEE |
| --------------------- | ---------------- | ---------- | --------- |
| Champéon              | ...              | 53640      | 53051     |
| La Chapelle-au-Riboul | ...              | 53440      | 53057     |
| Charchigné            | ...              | 53250      | 53061     |
| Le Ham                | ...              | 53250      | 53112     |
| Hardanges             | ...              | 53640      | 53114     |
| Le Horps              | ...              | 53640      | 53116     |
| Montreuil-Poulay      | ...              | 53640      | 53160     |
| Le Ribay              | ...              | 53640      | 53190     |